# Ernesto Massi
Pour les articles homonymes, voir Massi.
Ernesto Massi (Trieste, 9 juin 1909 - Rome, 5 juin 1997), est un géographe et homme politique italien.
Il a été secrétaire national adjoint du Mouvement social italien et président de la Société géographique italienne.

## Biographie
Ernesto Massi est né à Trieste en 1909. Ses études l'ont conduit à devenir un professeur universitaire de géographie, connu pour avoir introduit et fait connaître dans les années 1930 les doctrines de la géopolitique.
Professeur de géographie économique à l'Université catholique du Sacré-Cœur de Milan et à l'Université de Pavie, il fonda le magazine Géopolitique en 1939 aux côtés du professeur de géographie de l'Université de Trieste Giorgio Roletto. Revue mensuelle de géographie politique, économique, sociale et coloniale, publiée entre 1939 et 1942, faisant ainsi connaître cette discipline en Italie.
La publication, placée sous le patronage du ministre Bottai et comptant parmi les collaborateurs de nombreux géographes italiens ainsi que des spécialistes d'autres domaines (dont Amintore Fanfani), a été publiée jusqu'en 1942, laissant la place à des essais et à d'autres articles définissant cette discipline. ses objets d’étude, des sujets alors encore peu répandus en 
Italie. Le premier numéro du magazine contenait un message d'accueil rédigé par le géopolitique allemand bien connu, Karl Haushofer
Combattant sur le front russe pendant la Seconde Guerre mondiale, en octobre 1943, Massi rejoignit la République sociale italienne. Après la guerre, il rejoint le Mouvement social italien et devient en 1947 l'un des cadres du nord de l'Italie, puis vice-secrétaire national de 1948 à 1952. À la tête de l'aile gauche du parti, il fonda, en 1952, le centre d'étude Nazione Sociale mais, en désaccord avec le secrétariat, il quitta le MS. En 1957, alors qu'il était conseiller provincial à Milan, il fonda  le 15 décembre le Parti national du travail.
Il est retourné au MSI en 1972 par le biais de l’Institut d’études d’entreprise qu’il avait fondé avec Gaetano Rasi (it) et qu'il présidait.
Ernesto Massi est mort à Rome en 1997.

## Œuvres principales
- (it) Lineamenti di geografia politica, Regia università di Trieste, 1931.
- (it) La partecipazione delle colonie alla produzione delle materie prime, Istituto fascista dell'Africa Italiana, Milan, 1939, 2e ed.
- (it) L'ambiente geografico e lo sviluppo economico nel Goriziano, Lucchi, Gorizia, 1933.
- (it) L'Africa economica, Giuffrè, Milan, 1941.
- (it) I fondamenti dell'integrazione economica europea: il Mercato comune del Carbone e dell'Acciaio, Giuffrè, Milan, 1959.
- Nazione Sociale. Scritti politici (1948-1976), ISC, 1990.